# Войсковой прибор химической разведки

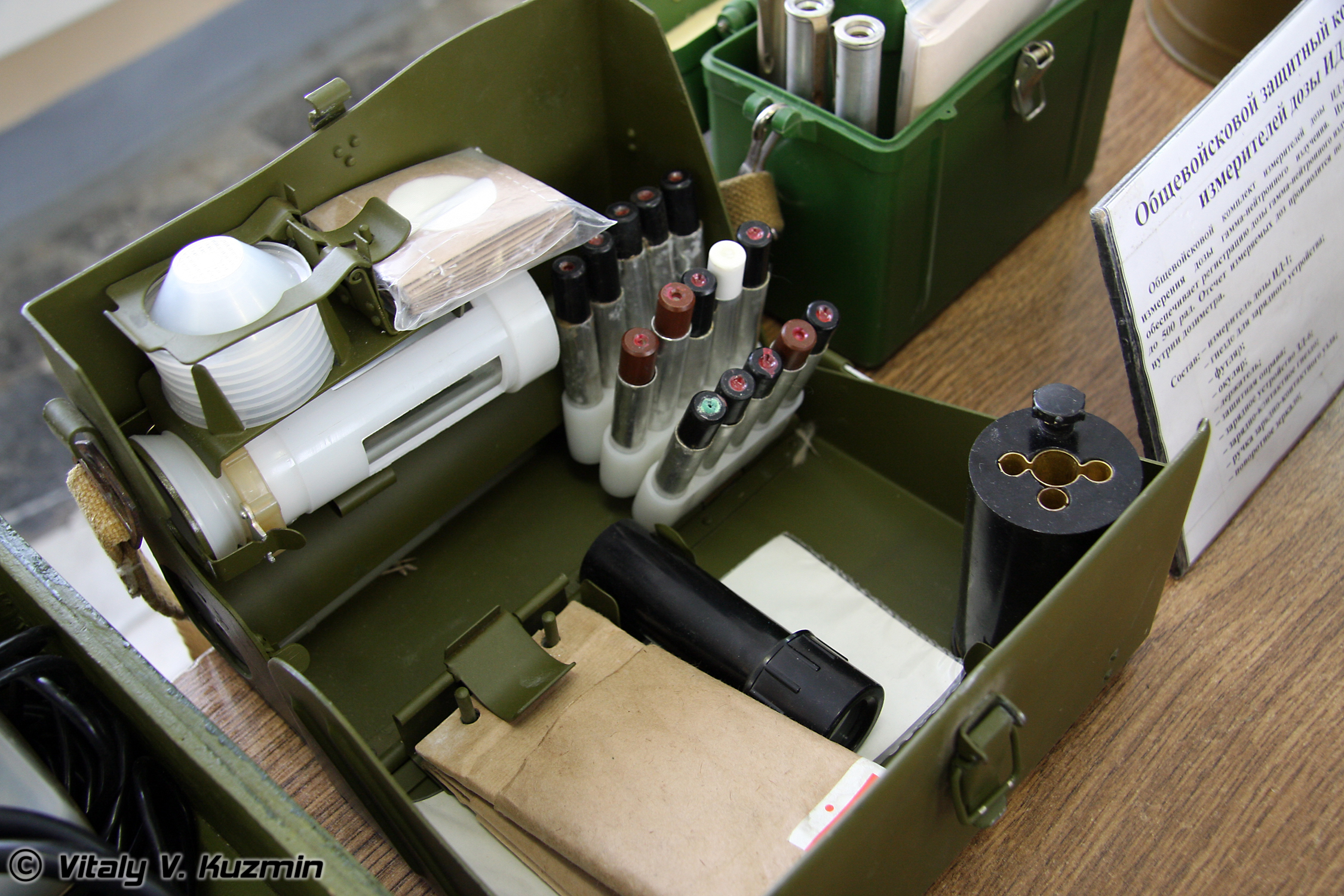
Войсковой прибор химической разведки ВПХР предназначен для обнаружения и оценки степени опасности заражения отравляющими веществами вероятного противника (ОВ ВП) воздуха, местности, военной техники при помощи индикаторных трубок (ИТ)

Войсково́й прибо́р хими́ческой разве́дки (ВПХР) — прибор, предназначенный для определения в воздухе, на местности и на технике боевых отравляющих веществ — зарина, зомана, иприта, фосгена, дифосгена, синильной кислоты, хлорциана, а также паров V-газов в воздухе.

## Принцип работы прибора
Принцип работы ВПХР заключается в следующем: при прокачивании через индикаторные трубки анализируемого воздуха, в случае наличия отравляющих веществ (ОВ), происходит изменение окраски наполнителя трубок, по которому приблизительно определяют концентрацию ОВ.

## Конструкция прибора ВПХР
Прибор ВПХР состоит из корпуса и размещённых в нём насосов, бумажных кассет с индикаторными трубками, противодымных фильтров, насадок к насосу, защитных колпачков, грелки и патронов к ней, электрофонаря. Кроме того, в комплект прибора входят лопатка, инструкция-памятка по определению зарина, зомана, VX-газов и инструкции по эксплуатации прибора. Для переноски прибора ВПХР имеется плечевой ремень с тесьмой, вес прибора — около 2,3 кг.

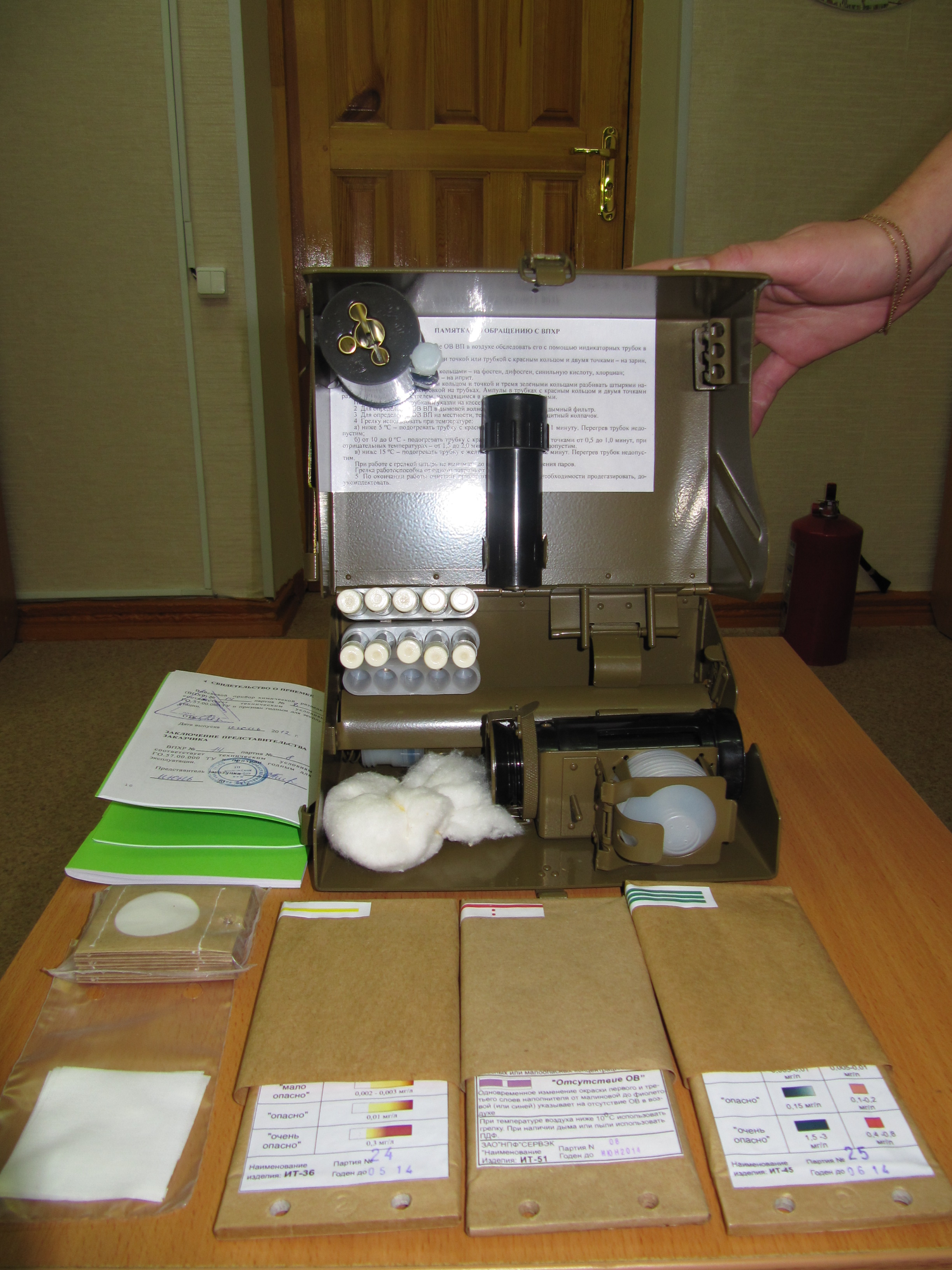
ВПХР 2012 года выпуска

Ручной насос — поршневой, применяется для прокачивания исследуемого воздуха через Индикатор трубки. При 50 качаниях насоса в мин. через индикаторную трубку проходят 1,8—2 литра воздуха. Насос состоит из головки, цилиндра, штока, рукоятки штока. Насос помещается в металлической трубе, вмонтированной в корпус прибора. Внутри трубы имеется пружина, предназначенная для выталкивания насоса при открывании защёлки. Насос вкладывается в трубу рукояткой штока наружу. В головке насоса размещены нож для надреза концов индикаторных трубок и гнездо для установки индикаторной трубки. На торце головки имеются два глухих отверстия для обламывания концов трубок. Кроме того, в головке размещены резиновый клапан и седло клапана. Для обеспечения герметичности соединения головки с клапанным устройством предусмотрены резиновые прокладки. В цилиндр насоса впрессовано направляющее кольцо с 4 отверстиями для выхода при обратном входе насоса. На шток насоса надета резиновая манжета, закрепляемая втулкой.
В ручке насоса размещены ампуловскрыватель и вкладыш. Ампуловскрыватель служит для разбивания ампул, имеющихся в индикаторных трубках. Вкладыш служит для фиксирования ампуловскрывателя в ручке насоса. На торце ручки нанесены маркировки штырей ампуловскрывателя: три зеленые полоски для индикаторной трубки с тремя зелеными кольцами, красная полоска с точкой для индикаторной трубки с одним красным кольцом и точкой.

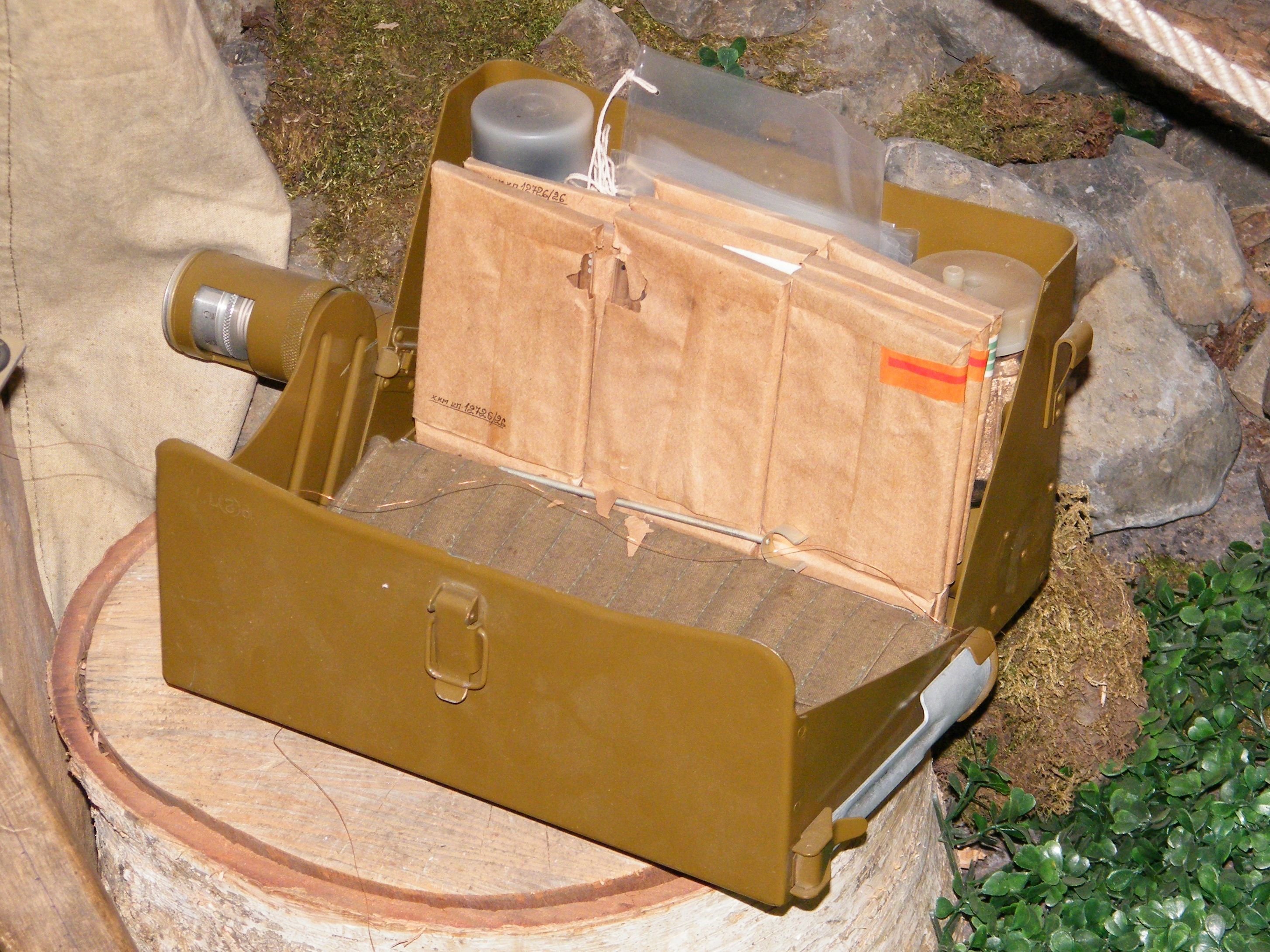
Прибор химической разведки медицинской и ветеринарной служб (ПХР-МВ)

Насадка к насосу предназначена для работы с приборами в дыму, при определении ОВ на почве, вооружении, технике и в сыпучих материалах. Корпус насадки имеет четыре прорези и соединён с воронкой. В корпус насадки вставлен стеклянный цилиндр. По резьбе основания воронки свободно движется специальная гайка с укреплённым на ней откидным прижимным кольцом. Для фиксации прижимного кольца в нужном положении служит защёлка. Герметизация соединения стеклянного цилиндра с корпусом насадки с насосом достигается двумя резиновыми прокладками.
Противодымные фильтры — состоят из одного слоя фильтрующего материала и нескольких слоёв капроновой ткани. Фильтры используются для определения ОВ в дыму или в воздухе, содержащем пары веществ кислого характера, а также для определения ОВ из почвы или сыпучих материалов. При длительном хранении приборов фильтры находятся в чехле из полиэтиленовой плёнки. При эксплуатации чехол снимают.
Защитные колпачки для предохранения внутренней поверхности воронки насадки от заражения ОВ, изготавливаются из полиэтилена и имеют отверстия для прохода воздуха. Электрофонарь — применяется для наблюдения в ночное время за изменением окраски индикаторных трубок. Состоит из корпуса, головки и элемента, установленного в специальную обойму. Фонарь включается при повороте головки фонаря вправо. При повороте головки влево фонарь выключается.
Грелка — служит для подогрева трубок при определении ОВ при пониженной температуре окружающего воздуха (от - 40 до +10 °C). Грелка состоит из корпуса и патронов. Корпус грелки представляет собой пластмассовый корпус с ввинчивающейся крышкой. Внутри корпуса установлен сердечник. Снаружи корпус имеет две бобышки, в отверстия которых помещён штырь, фиксированный пружиной. Патрон грелки состоит из металлической гильзы, ампулы с раствором и пластмассового колпачка. На дно гильзы насыпан порошок магния, закрытый сверху прокладкой из фильтровальной бумаги. И такой же бумагой обложена внутренняя боковая поверхность патрона. Между ампулой и торцевой внутренней поверхностью пластмассового колпачка вложены тампон из гигроскопической ваты и металлическая сетка. Пластмассовый колпачок имеет центральное отверстие, закрытое у неиспользованных патронов плёнкой. В это отверстие вводится штырь для разбивания ампулы с раствором в момент использования патрона. В комплект прибора входят 10 патронов (кассета рассчитана на 15 патронов, поэтому прибор может комплектоваться 15 патронами грелки), расположенных в специальной кассете. В зависимости от температуры окружающей среды в течение первых 3 мин с момента разбивания ампулы патрона температура в грелке достигает +35…+85 °C и по истечении 7 мин должна быть не ниже +20 °C, при −20 °C достигает +85 °C и по истечении 7 мин должна быть не ниже +30 °C, температура в грелке до +15 °C сохраняется в течение 15—20 мин.
Индикаторные трубки предназначены для определения ОВ и представляют собой запаянные стеклянные трубки, внутри которых помещены наполнитель и стеклянные ампулы с реактивами. На верхней части индикаторной трубки нанесена условная маркировка, показывающая, для обнаружения какого ОВ она предназначена:
ИТ—44 (красное кольцо и красная точка) — для определения фосфорорганических ОВ (ФОВ) — зарина, зомана, V-газов;
ИТ—45 (три зелёных кольца) — для определения фосгена, дифосгена, синильной кислоты, хлорциана;
ИТ—36 (одно жёлтое кольцо) — для определения иприта.
ИТ—37 (два жёлтых кольца) — для определения азотистого иприта.
ИТ—38 (три жёлтых кольца) — для определения люизита.
Пять индикаторных трубок (ИТ) с одинаковой маркировкой размещаются в бумажной кассете. На лицевой стороне кассеты имеется колориметрический цветной эталон, краткие указания о порядке работы с индикаторной трубкой, дата изготовления и гарантийный срок годности.

## Применение прибора в Вооружённых силах РФ
Прибор применяют как специализированные войсковые подразделения (химические войска, войска гражданской обороны), так и общевойсковые формирования. Прибор входит в штатную комплектацию бронетехники: БРДМ-1, БМД-1, Т-40 и т. д.
Для работы с ВПХР химик-разведчик должен владеть общими приёмами работы с прибором химической разведки и знать свойства отравляющих веществ, правила работы с индикаторными трубками, насосом, противодымными фильтрами, грелкой и иметь навыки работы с ними.
При проведении химической разведки, вместе с прибором используются средства индивидуальной защиты: противогаз и защитный костюм (Л-1, ОЗК).